# 交響曲第4番 (ルーセル)

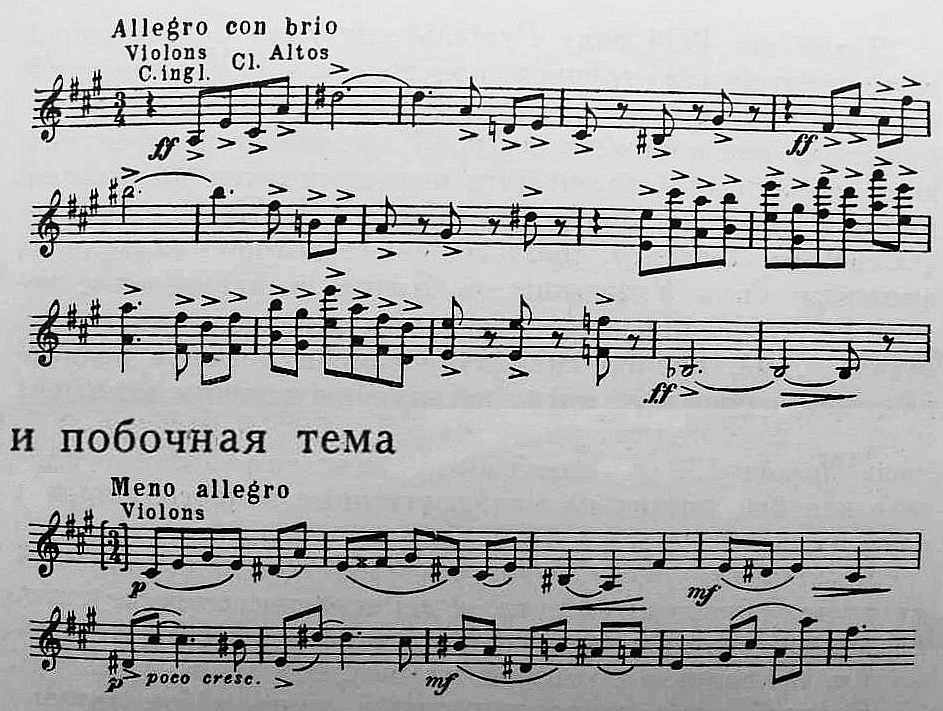
第1楽章の第1主題と第2主題

交響曲第4番 イ長調 作品53, L. 67 は、アルベール・ルーセルが1934年に作曲した交響曲。

## 概要
ルーセルは『交響曲第3番 ト短調』（作品42, L. 53）を作曲後に死の淵をさまようほどの重度の肺炎に罹り、一時は死去の報道が流れるほどであった（ただし、実際に死去したと報じられていたのはアルベール・ルーセル本人とは別人のベルギー国王アルベール1世であった）。しかし、この報道が出る頃にはルーセルは既に病状が回復しており、1934年には本作と『シンフォニエッタ』（作品52, L. 66）が作曲された。 
初演は1935年10月19日に、曲を献呈されたアルベール・ヴォルフの指揮でパドルー管弦楽団によりパリで行われた。

## 楽器編成
ピッコロ、フルート2、オーボエ2、イングリッシュホルン、クラリネット2、バスクラリネット、ファゴット2、コントラファゴット、ホルン4、トランペット4、トロンボーン3、チューバ、ティンパニ、トライアングル、小太鼓、シンバル、大太鼓、ハープ2、弦五部。

## 曲の構成
全4楽章、演奏時間は約23分。
- 第1楽章 レント - アレグロ・コン・ブリオ
イ長調、4分の3拍子。
- 第2楽章 レント・モルト
ハ長調、4分の4拍子。
- 第3楽章 アレグロ・スケルツァンド
ヘ長調、8分の6拍子。
- 第4楽章 アレグロ・モルト
イ長調、4分の4拍子。